# 복혜숙
복혜숙(卜惠淑, 1904년 6월 7일 (음력 4월 24일)~1982년 10월 5일)은 일제강점기와 대한민국의 성우 겸 영화배우, 방송인이다.

## 생애
본명은 복마리(卜馬利)이며, 충청남도 보령군에서 태어났다. 감리교 목회자의 딸로서 남달리 개화한 신여성이었던 복혜숙은 1919년 이화여자고등보통학교를 졸업하고 수예를 배우기 위해 일본으로 유학을 떠났다. 그러나 일본에 머무는 동안 영화와 연극을 본격적으로 접하고 배우의 꿈을 꾸게 되었다.
귀국하여 한때 아버지가 세운 강원도의 학교에서 교사로 근무했으나, 배우에 대한 미련을 버리지 못하고 단성사에서 허드렛일부터 시작했다. 결국 극단 신극좌의 《오! 천명》을 통해 신파극 배우가 되어 연기자로 데뷔했다. 한국 최초의 여자 배우로 꼽히는 이월화와 거의 같은 시기에 배우가 되었다. 당시는 여자 역할을 남자 배우가 연기하던 시절이라 여자 배우라는 길 자체를 새로 개척한 셈이었다.
한국 최초의 연기자 교육기관인 조선배우학교에 입학하여 연기를 배운 뒤, 토월회를 거쳐 여러 극단에서 활동했다. 이때 출연한 토월회의 작품은 《장화홍련전》, 《춘향전》, 《카추샤》, 《인형의 집》 등이 있었는데, 특히 《카츄샤》에서의 연기가 호평을 받으며 훗날 "조선의 카츄샤"로 불리는 계기가 되었다. 당시의 평에 따르면 복혜숙은 잘 울고 잘 웃으면서 풍부한 감정 표현으로 카츄샤 역을 훌륭히 소화한 것으로 되어 있다.
1926년에는 경성방송국 시험 방송 중 최초의 연속극이라 할 수 있는 라디오 드라마 새벽종에 출연해서 성우로 활동하기도 했다. 이후 조선키네마의 창립 작품인 《농중조》에 주연을 맡아 영화 배우로도 본격적인 활동을 시작했다. 이 영화는 자유연애를 다루어 당시로서는 파격적인 작품이었다. 복혜숙은 양반집 처녀 역을 맡아 다리를 노출하고 감독이자 남자 주인공인 이규설과 손목을 잡는 장면도 연기해 큰 화제를 불러일으켰다. 한국 영화 최초의 "신여성"으로서 전국적으로 인지도를 높이게 된 복혜숙은 이후 의사인 김성진과 결혼하였다.
그러나 영화배우로서는 위기가 찾아왔다. 여성 연기자라는 존재 자체가 드문 상태에서 연기력을 갖추었기에 1920년대 후반까지 활발한 활동을 펼칠 수 있었으나, 김정숙과 신일선처럼 외모가 더 뛰어난 배우들이 등장하면서 좋은 역할을 맡을 수 없었다. 1931년의 한 기사는 얼굴 윤곽이 선명하지 못하고 눈도 가늘어 영화배우로서의 장점이 없는 외모라고 혹평한 바 있다. 복혜숙은 비너스다방을 운영해 생계를 유지하면서 라디오 방송국에서 성우로 활동했다.
1930년대 들어 영화계에 복귀해 박기채의 《춘풍》(1935), 최인규의 《수업료》(1940) 등에 출연했다. 이때부터는 중년 여인이나 노역을 맡게 되었다. 일제 강점기 말기에는 《감격의 일기(일본어: 感激の日記)》(1945)와 같은 다수의 어용 영화에 출연한 행적이 있다. 이 때문에  2008년 발표된 민족문제연구소의 친일인명사전 수록예정자 명단 연극/영화 부문에 포함되었다.
태평양 전쟁 종전 이후 처음 나온 한국 영화인 《자유만세》(1946)를 시작으로 많은 영화와 텔레비전 드라마에 출연했다. 37세에 찍은 《수업료》에서 할머니 역할로 강렬한 인상을 심어준 이후 주로 노역을 맡아 연기했다. 대한영화배우협회를 창설해 초대 회장을 맡기도 했으며, 인기와 연기력을 두루 갖춘 배우로서 연기에 대한 끊임없는 열정을 보여주었다는 평가를 받았다. 마지막 작품은 유작이 된 이장호의 《낮은데로 임하소서》(1982)이다.

## 같이 보기
- 나도향
- 나운규
- 김명순
- 윤심덕
- 윤정희
- 이광수
- 문희
- 김성진

## 참고자료
- 강옥희,이영미,이순진,이승희 (2006년 12월 15일). 《식민지시대 대중예술인 사전》. 서울: 소도. 155~158쪽쪽. ISBN 9788990626264.
- 김량삼 (2000). “한국영화 최초의 "신여성" 복혜숙(卜惠淑)”. 영상정보문화. 2008년 5월 2일에 확인함.